# Rückersdorf (Brandenburg)
Rückersdorf település Németországban, azon belül Brandenburgban. Lakosainak száma 1363 fő (2023. december 31.).

## Népesség
A település népességének változása:
| Lakosok száma | 1357 | 1350 | 1339 | 1359 | 1363 |
|               | 2017 | 2019 | 2021 | 2022 | 2023 |